# БН-600
БН-600 — енергетичний реактор на швидких нейтронах з натрієвим теплоносієм, запущений в експлуатацію у квітні 1980 року у 3-му енергоблоці Білоярської АЕС у Свердловській області поблизу міста Зарічний. Електрична потужність – 600 МВт. З моменту зупинки реактора «Фенікс» у Франції у 2009 році і до запуску також на Білоярській АЕС реактора БН-800 10 грудня 2015 року БН-600 був єдиним у світі діючим енергетичним реактором на швидких нейтронах.
Будівництво енергоблоку (2-ї черги Білоярської АЕС) почалося 1968 року. Наприкінці грудня 1979 року в реактор БН-600 помістили пускове джерело нейтронів та почали завантажувати збірку з ядерним паливом. 26 лютого 1980 року о 18 год. 26 хв. була набрана необхідна критична маса палива, і в реакторі БН-600 вперше в його житті почалася ланцюгова ядерна реакція — відбувся фізичний пуск реактора. Наступним етапом став енергетичний пуск — 8 квітня 1980 року енергоблок з реактором БН-600 видав першу кіловат-годинник у Свердловську енергосистему.
У 2015 році на реакторі проводяться випробування уран-плутонієвого палива.